# Bunnytown
Bunnytown é uma série animada estadunidense-canadense com fantoches, exibido no canal Disney Channel nos Estados Unidos da América e no Disney Junior. Ele mostra a vida em uma cidade habitada por coelhos, que convivem como seres humanos, tendo, inclusive, um super-herói mascarado que auxilia os moradores em momentos de perigo. A serie se estrenó de aires a as 11:00 a.m. ET/PT tempo em 10 de novembro de 2007 em Disney Channel's Playhouse Disney quadra nos Estados Unidos.

## Quadros do programa
- O coelho na cidade - um dos coelhos, através de uma passagem subterrânea, chega a uma cidade habitada por humanos. E então fica observando o modo de vida dos mesmos (Em especial, dois deles, em situações engraçadas, que lembram muito o seriado cômico dos anos 20, O Gordo e o Magro).
- Olimpíada dos Esportes Engraçados - numa parte da cidade dos humanos, o coelho observa uma olimpíada de esportes engraçados, apresentada por uma repórter chamada Pinky Pinkerton.

Playhouse Disney Channel